# Kaapverdisch-Creools

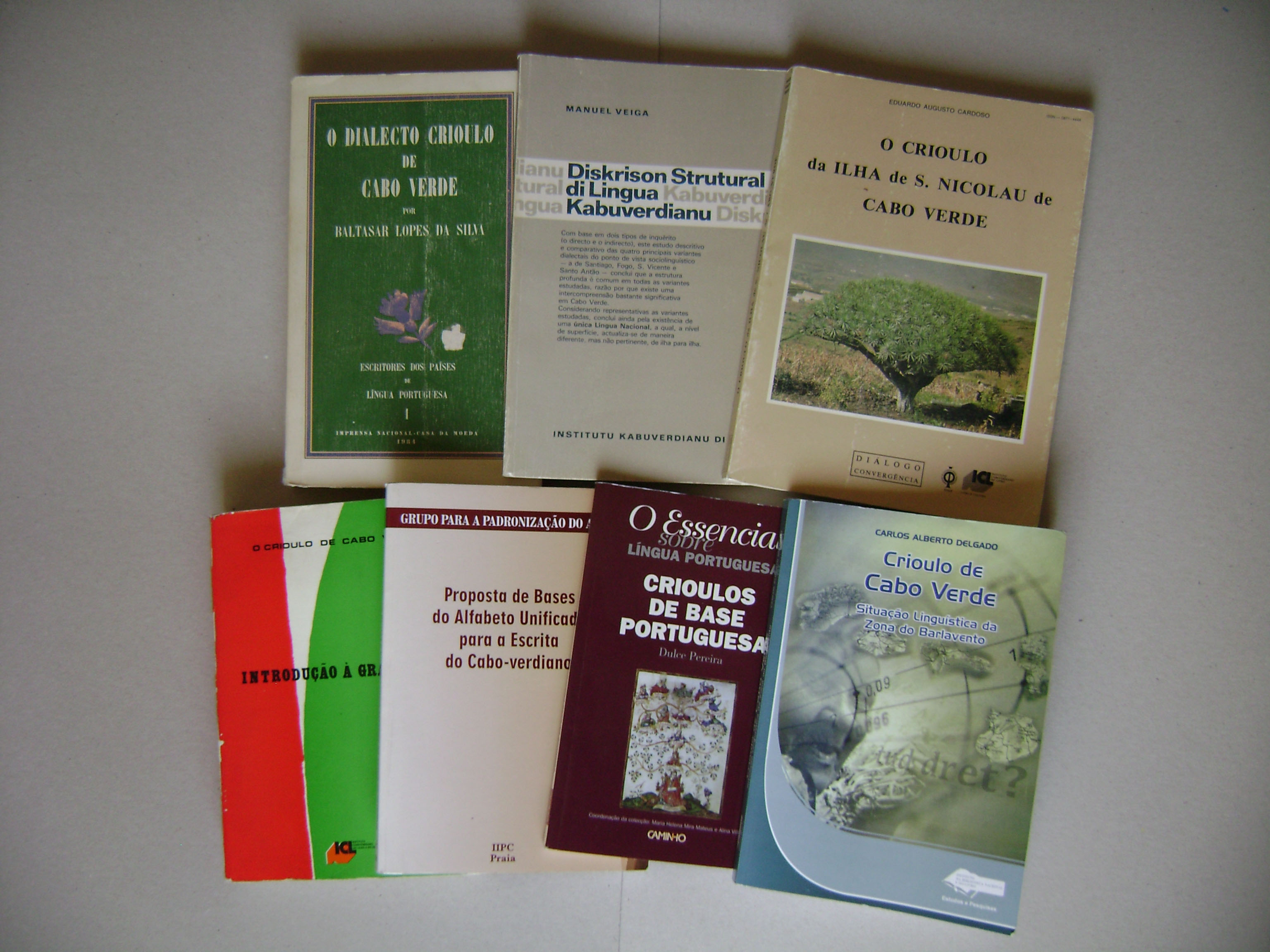
Taalkundige boeken over het Kaapverdisch-Creools

Het Kaapverdisch-Creools, Kaapverdisch of Crioulo is een creoolse taal die door Kaapverdianen wordt gesproken. De officiële taal van Kaapverdië is Portugees, maar de meerderheid van de bevolking spreekt in de dagelijkse omgang Crioulo. Voor velen is het de eerste taal.
Kaapverdië bestaat uit tien eilanden met in totaal ongeveer 450.000 inwoners en op elk van de eilanden wordt een eigen variant van het Crioulo gesproken. Deze varianten zijn in twee hoofdgroepen in te delen: Benedenwinds (Sotavento) en Bovenwinds (Barlavento).
De Benedenwindse groep omvat Santiago, waar de hoofdstad Praia ligt, Brava, Fogo, en Maio. Ongeveer twee derde van de Kaapverdianen spreekt een variant die tot de Benedenwindse groep behoort.
De varianten in de Bovenwindse groep worden gesproken op Boavista, Sal, São Nicolau, Santa Luzia, São Vicente, en Santo Antão, door ongeveer een derde van de Kaapverdianen.
Kaapverdische muziek wordt meestal in het Kaapverdisch-Creools gezongen.

## Geschiedenis
Vanwege de strategische ligging van de archipel voor de scheepvaartroutes van Afrika en Europa naar Amerika vestigden de Portugezen zich hier vanaf 1462. De eilanden speelden een belangrijke rol in de trans-Atlantische slavenhandel van de 15e tot de 19e eeuw. Om die reden wordt het Crioulo door sommigen als een van de oudste levende creoolse talen beschouwd.
De zuidelijke (Benedenwindse) eilanden werden het eerst bevolkt, de noordelijke (Bovenwindse) eilanden pas vanaf de 17e eeuw.
Sinds de onafhankelijkheid in 1975 is de rol van het Crioulo groter geworden. Toch is het Portugees nog steeds de taal die op radio, televisie en in het onderwijs wordt gebruikt. Door de slechte economische toestand en de hoge werkloosheid in de tweede helft van de twintigste eeuw zijn veel Kaapverdianen geëmigreerd waardoor de meeste sprekers van het Crioulo (ruim 900.000) buiten Kaapverdië wonen.
Crioulo is sinds zijn ontstaan een gesproken taal geweest, maar recent worden er pogingen gedaan om tot een officiële spelling te komen. Er zijn inmiddels enkele literaire werken in het Crioulo verschenen. De grammatica is grotendeels in kaart gebracht.
Daarnaast probeert men het Crioulo als tweede officiële taal in Kaapverdië te erkennen, maar door de vele varianten en het ontbreken van een officiële spelling verloopt dit proces moeizaam. Er zijn wel pogingen ondernomen om via ALUPEC (Alfabeto Unificado para a Escrita do Caboverdiano) de taal te standaardiseren.

## Ontstaan
Het Crioulo is sterk verwant met het Portugees, zo sterk zelfs dat het vroeger als een Portugees dialect werd omschreven. Recent onderzoek heeft echter uitgewezen dat er sprake is van een taal met een eigen grammatica en woordenschat.
Op de Benedenwindse eilanden is veel invloed van Afrikaanse talen terug te vinden, wat terug te voeren is op de slavenhandel die voornamelijk op deze eilanden plaatsvond.
Op de Bovenwindse eilanden is de verwantschap met het Portugees sterker, maar ook hier heeft het Crioulo zich tot een volwaardige, zelfstandige taal ontwikkeld.